# Plougourvest
Plougourvest (bretonisch Gwikourvest) ist eine französische Gemeinde mit 1486 Einwohnern (Stand 1. Januar 2022) im Département Finistère in der Region Bretagne. Sie gehört zum Gemeindeverband Communauté de communes du Pays de Landivisiau.

## Lage
Die Gemeinde befindet sich im Nordwesten der Bretagne 15 Kilometer südlich der Atlantikküste. Morlaix liegt 19 Kilometer östlich, die Groß- und Hafenstadt Brest 34 Kilometer südwestlich und Paris etwa 480 Kilometer östlich (Angaben in Luftlinie).

## Verkehr
Bei Landivisiau gibt es Abfahrten an der Schnellstraße E 50 Brest-Rennes und einen Regionalbahnhof an den überwiegend parallel verlaufenden Bahnstrecke.
Der Bahnhof von Brest ist Endpunkt des TGV Atlantique nach Paris und der Flughafen Aéroport de Brest Bretagne nahe Brest ist der nächste Regionalflughafen.

## Bevölkerungsentwicklung
| Jahr                       | 1962 | 1968 | 1975 | 1982 | 1990 | 1999 | 2006 | 2017 |
| Einwohner                  | 1009 | 1007 | 1023 | 1060 | 1124 | 1144 | 1219 | 1404 |
| Quellen: Cassini und INSEE |      |      |      |      |      |      |      |      |

## Sehenswürdigkeiten
- Kirche Saint-Pierre

Siehe auch: Liste der Monuments historiques in Plougourvest

## Équipôle du pays de Landivisiau und Hippodrome de Croas-al-Leuriou
Das Équipôle du pays de Landivisiau ist ein Pferdesportkomplex, der ein Gestüt und mehrere Sportstätten sowie Ställe umfasst. Es gehört zu den größten Pferdesportzentren der Bretagne. Dort werden Turniere im Springreiten, Dressurreiten, Vielseitigkeitsreiten, Fahren, Distanzritte, TREC Orientierungsritte sowie Wettbewerbe für Bretonische Pferde ausgerichtet. Im Équipôle wurden die Landesmeisterschaft der Bretagne im Springreiten durchgeführt.
Ursprünglich gab es nur die Pferderennbahn Hippodrome de Croas-al-Leuriou. Dort werden Galopprennen (Flachrennen und Hindernisrennen) und Trabrennen veranstaltet. Das Équipôle wurde 2012 gegründet.

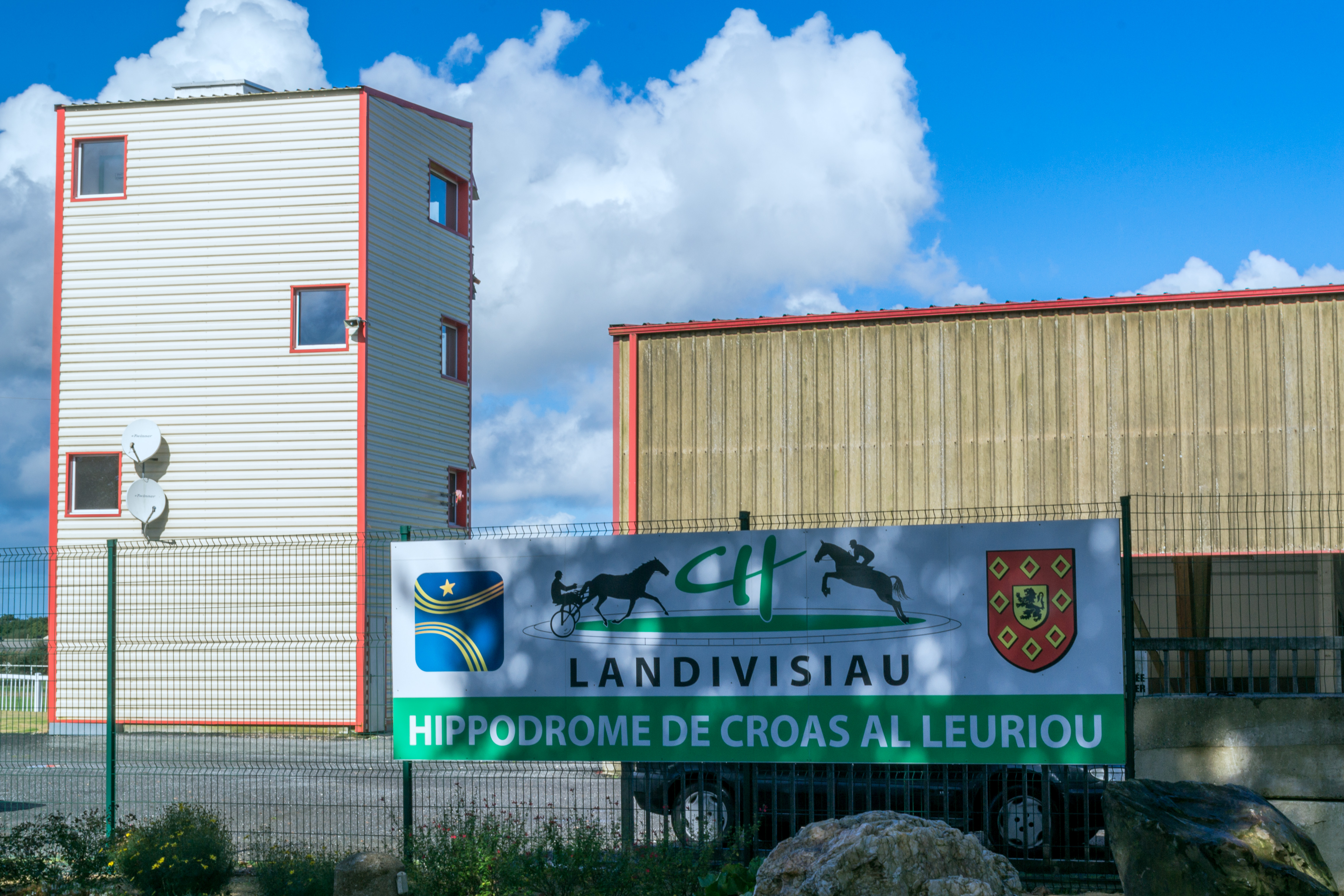
Hippodrome Croas-al-Leuriou
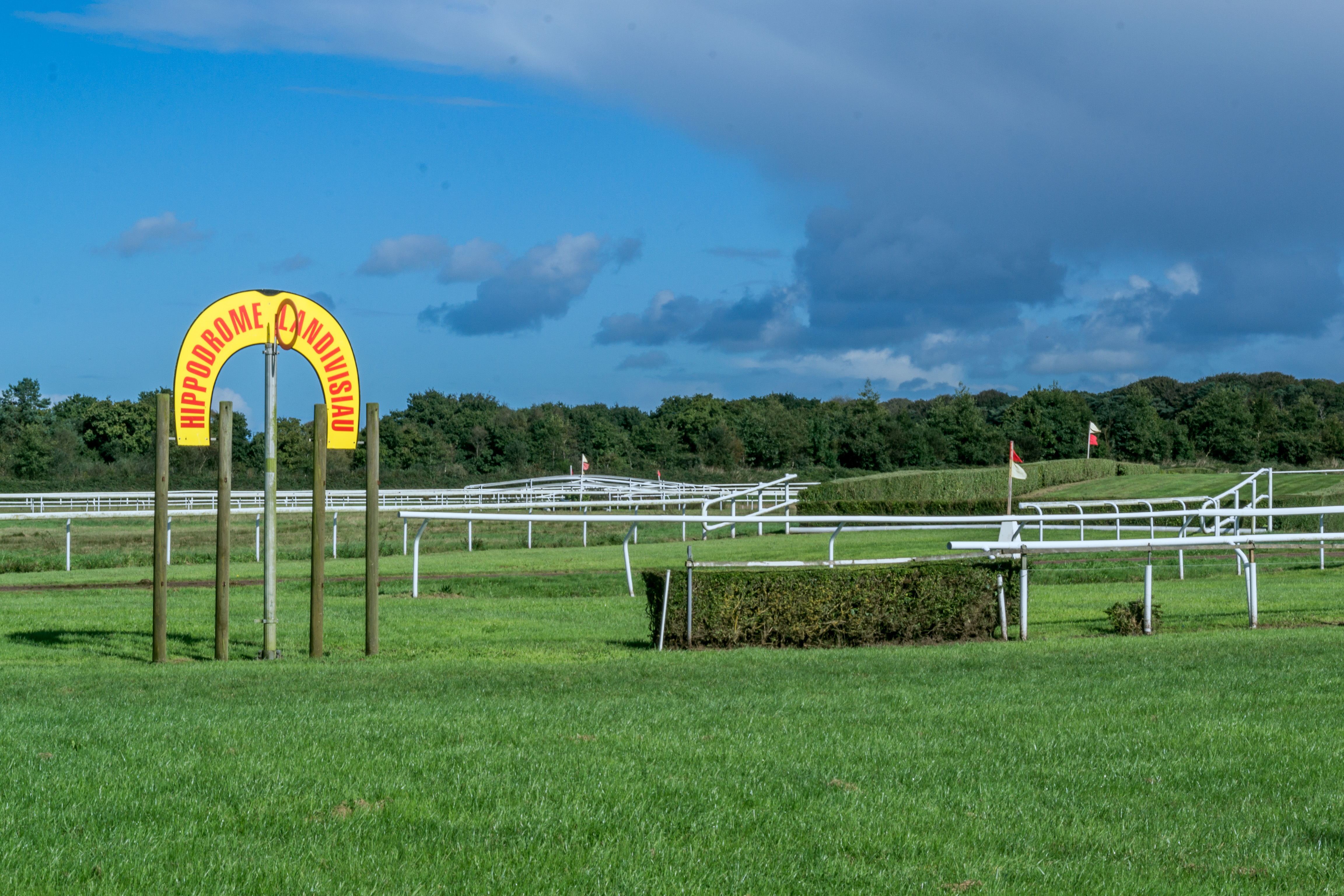
Rennbahn mit 20 Hektar
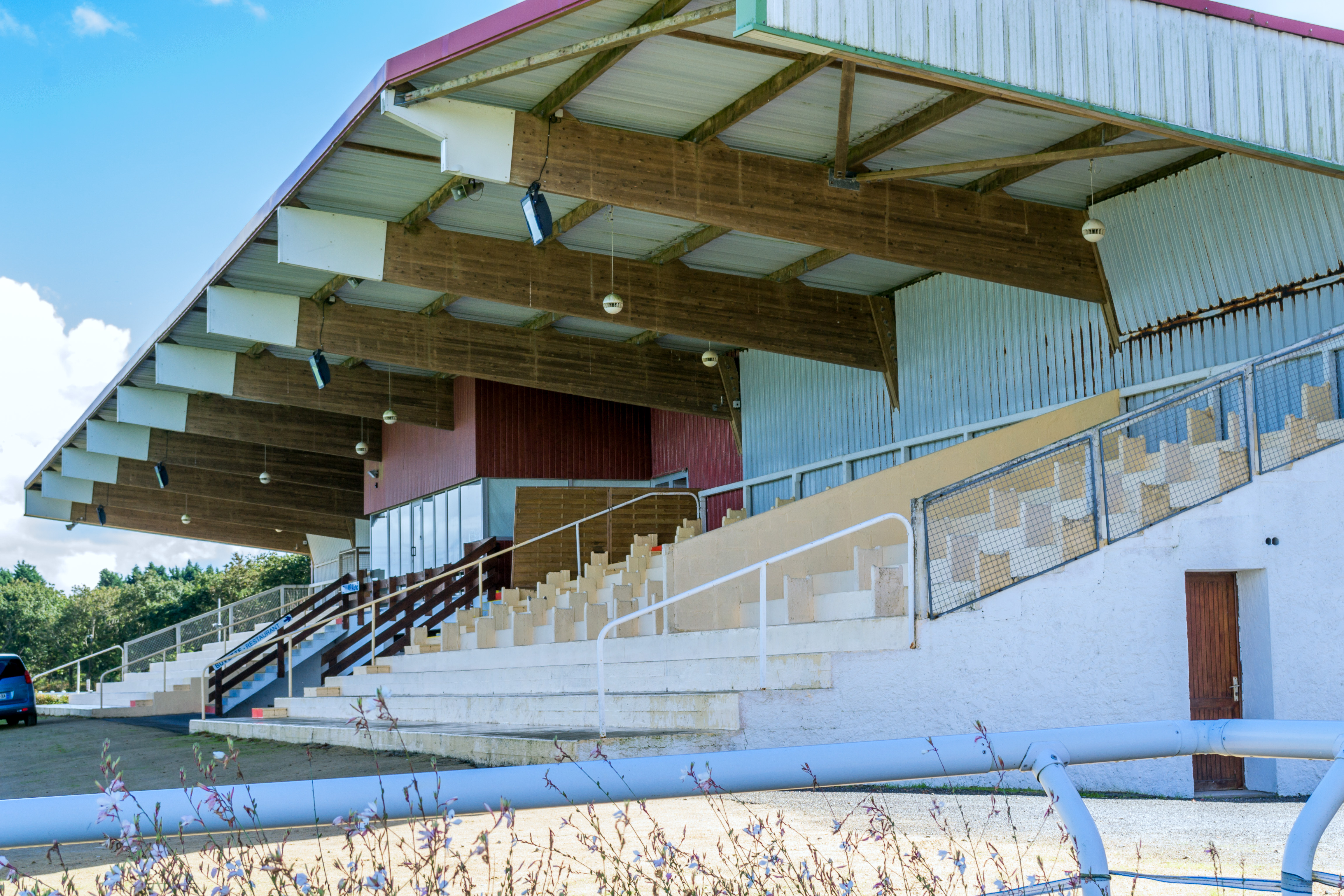
Tribüne mit 1500 Plätzen